# Координационная химия (журнал)
Координационная химия — российский научный журнал, публикующий оригинальные и обзорные статьи, посвящённые актуальным теоретическим и экспериментальным вопросам химии комплексных соединений, а также проблемам, возникающим на стыке координационной химии с другими разделами химии.
Основан в 1975 г. Издатель — МАИК «Наука/Interperiodica». Одновременно в издательстве Pleiades Publishing, Ltd выходит версия на английском языке под названием «Russian Journal of Coordination Chemistry» (дистрибьютор — Springer). Главный редактор — академик РАН И. Л. Ерёменко.
Журнал «Координационная химия» включён в список журналов ВАК, индексируется и реферируется Chemical Abstracts, Chemistry Citation Index, Reaction Citation Index, Science Citation Index, Science Citation Index Expanded (SciSearch), SCOPUS и другими системами поиска научной информации. Импакт-фактор журнала в 2015 году — 0.516.